# Krčko maslinovo ulje
Krčko maslinovo ulje je hrvatski poljodjelski proizvod.

## Osobine
Ovaj je proizvod ekstradjevičansko maslinovo ulje. Proizvodi ga se izravno od ploda masline. Jedini postupci koji se primjenjuju u proizvodnji jesu mehanički postupci.
Ograničen je skup sorta maslina od kojih se proizvodi ovo maslinovo ulje. To su autohtone sorte maslina s otoka Krka: daška, debela, rošulja i slatka. Za smjeti nositi ovo zaštićeno ime, maslinovo ulje mora sadržavati najmanje 80% ulja od ovih sorata masline, bilo da je to pojedina vrsta ili sve skupa zajedno.

## Zemljopisno podrijetlo
Zemljopisno područje na koji je ograničena zaštita zemljopisnog podrijetla jest otok Krk i manji otočići unutar upravnih granica otočnih jedinica lokalne samouprave grada Krka te općina Baške, Vrbnika, Punta, Dobrinja, Malinske-Dubašnice i Omišlja.

## Zaštita i izvornost
Proces zaštite naziva počeo je siječnja 2014. godine. Tad je Udruga maslinara Krka Drobnica podnijela Ministarstvu poljoprivrede zahtjev za registraciju oznake izvornosti naziva "krčko maslinovo ulje".
Po zakonskoj proceduri, stručno je povjerenstvo sprovelo evaluaciju zahtjeva i specifikacije proizvoda te pojedine izmjene i dopune u dokumentaciji što ih je Udruga izvršila. Ožujka 2016. zahtjev za registraciju oznake izvornosti naziva "krčko maslinovo ulje" usvojen je. Obavijest o istome objavljena je u Narodnim novinama, čime je, kao dio nacionalnog postupka, svakoj pravnoj ili fizičkoj osobi s legitimnim interesom, a koja ima prebivalište u Republici Hrvatskoj, omogućeno uložiti prigovor na Zahtjev u roku od 30 dana. Prigovora nije bilo i ministarstvo poljoprivrede RJ donijelo je Rješenje o prijelaznoj nacionalnoj zaštiti naziva Krčko maslinovo ulje - zaštićena oznaka izvornosti datirano na 27. travnja 2016. godine. Time je krenulo razdoblje koje traje od nadnevka podnošenja zahtjeva za registraciju oznake Europskoj komisiji. EK potom sprovodi postupak koji je širi od hrvatskih granica, odnosno odnosi se na razinu cijele EU. Proces završava konačnom odlukom o registraciji oznake na razini cijele Europske unije i u slučaju povoljnog rješenja prijelazna nacionalna zaštita prestaje važiti, a naziv onda postaje zaštićen od neovlaštenog korištenja i zlouporabe i izvan granica RH, na cjelokupnom tržištu Europske unije.
6. srpnja 2016. dobilo je zaštitu Europske unije i oznaku izvornosti i zaštićenog zemljopisnog podrijetla. Odluka o upisu naziva u registar zaštićenih oznaka izvornosti i zaštićenih oznaka zemljopisnog podrijetla objavljena je u službenom glasilu Europske unije početkom srpnja.
Ovom zaštitom krčko je maslinovo ulje dobilo novi proizvod čiji je naziv registriran i zaštićen na zajedničkom tržištu EU-a. Prije njega to su postali krčki pršut, ekstradjevičansko maslinovo ulje Cres, neretvanska mandarina, ogulinsko kiselo zelje, baranjski kulen, lički krumpir, istarski pršut, drniški pršut, dalmatinski pršut, poljički soparnik i zagorski puran.

## Vanjske poveznice
- Krčko maslinovo ulje - oznaka izvornosti - specifikacija proizvoda (Krk, prosinac 2014.), Ministarstvo poljoprivrede Republike Hrvatske